# Ягня (фільм 2014)
Ягня (тур. Kuzu) — турецько-німецька драма 2014 року режисера Кутлуга Атамана. Прем'єра фільму відбулася у рамках секції «Панорама» 64-го Берлінського міжнародного кінофестивалю.

## Сюжет
Фільм розповідає історію сільської родини, яка долає труднощі, щоб накопичити грошей на бенкет із нагоди святкування переходу сина у доросле життя .

## Виробництво
Частина зйомок фільму пройшла в Ерзінджані, рідному місті режисера Кутлуга Атамана. Під час нагородження на Берлінському міжнародному кінофестивалі Кутлуг Атаман сказав: «Я вручаю цю нагороду своїй країні й Ерзінджані».

## У ролях
- Несрін Джавадзаде — Медіна
- Гювен Кирач — Мухтар
- Шериф Сезер — Лейла
- Танер Бірсель — Аднан Бей
- Нурсель Кьосе — Сафіє